# Gustau Muñoz Veiga
Gustau Muñoz Veiga (Valencia, 21 de enero de 1951) es un profesor, ensayista y traductor español.

## Biografía
Nacido en Valencia, el 21 de enero de 1951, se licenció en ciencias económicas e historia por la Universidad de Valencia. Fue profesor de la Facultad de Ciencias Económicas de la Universidad de Valencia, así como editor de la Institució Valenciana d’Estudis i Investigació (IVEI) entre 1986 y 1998. Redactor jefe de la revista Debats, desde 1998 ha sido responsable de Publicaciones de la Universidad de Valencia, de las colecciones Assaig, Breviaris y Prismas, y de las revistas Pasajes y L’Espill. Es autor de numerosos ensayos y traducciones, así como de libros como Intervencions. Entre cultura i política (1998), A l’inici del segle. Un dietari de reflexions (2002), Herència d’una època (2006). Ha coordinado los volúmenes Joan Fuster i l’anàlisi de la realitat social (2009) i Els reaccionaris valencians. La tradició amagada (2010). 
En octubre de 2016, la Institució Alfons el Magnànim-Centre Valencià d’Estudis y d’Investigació, dependiente de la Diputación de Valencia y heredera de la antigua IVEI, lo nombró director de la colección Pensament i Societat. Es hermano del filósofo Jacobo Muñoz.

### Trayectoria política
Desde bien joven se integró en las Juventudes Comunistas, en Germania Socialista, y entre el 1975 y el 1980 militó en el Partit Comunista del País Valencià (PCPV). Fue miembro del comité central, del comité ejecutivo y del consejo de redacción del órgano del PCPV, Cal dir. Después fue coordinador de la revista Trellat y uno de los fundadores del partido Agrupament d'Esquerra del País Valencià y, más tarde, de Unitat del Poble Valencià. Fue miembro del consejo político de esta última formación hasta que, en 1989, la dejó por disconformidad con la decisión de apoyar a Convergència i Unió en las elecciones europeas. Desde entonces se ha centrado en el activismo cultural y cívico, impulsando plataformas como País Valencià i Democràcia y Valencians pel Canvi. Durante un breve período fue profesor de Política Económica de la Facultad de Ciencias Económicas de la Universidad de Valencia.

## Estudios y traducciones
Del 1986 al 1998 fue miembro de la Institución Valenciana de Estudios e Investigación y miembro de la redacción de la revista Debats. También fundó colecciones de ensayo como Sagitari (Germania) y Arguments (Tàndem). Más tarde fue director de la revista de la Universidad de Valencia L'Espill y miembro del consejo de redacción de la revista El contemporani y del equipo que coordina la revista Caràcters. Ha sido colaborador habitual en revistas como Saó, Nous Horitzons, El Temps, Afers y Revista de Catalunya.
Gustau Muñoz ha traducido más de cuarenta libros al catalán y al castellano, así como un buen número de artículos, principalmente del inglés y del alemán. De entre los autores traducidos destacan Jacob Burckhardt, Max Horkheimer, Rudolf Hilferding, Goethe, Alain Touraine o Ernest Gellner. Asimismo, ha publicado estudios de historia del pensamiento sobre Karl Marx, Rosa Luxemburgo, Rudolf Hilferding, Max Stirner y el valenciano Joan Fuster, entre otros.

## Obras
- Léon Blum. Jean Lacouture, Gustau Muñoz. Valencia:  Institució Alfons el Magnánim, 1986. ISBN 84-00-06206-X
- Intervencions. Entre cultura i política, Tàndem, 1998.
- A l'inici del segle. Un dietari de reflexions, Tres i Quatre, 2002.
- Herència d'una època, Tàndem, 2006.

### Traducciones
- Utopística. Les opcions històriques del segle XXI, de Immanuel Wallerstein. Valencia, PUV, 2003.[5]
- El final de la modernidad judía : historia de un giro conservador, de Enzo Traverso. Buenos Aires: Fondo de Cultura Económica, 2014.[6]